# Stefan Brzeszczyński

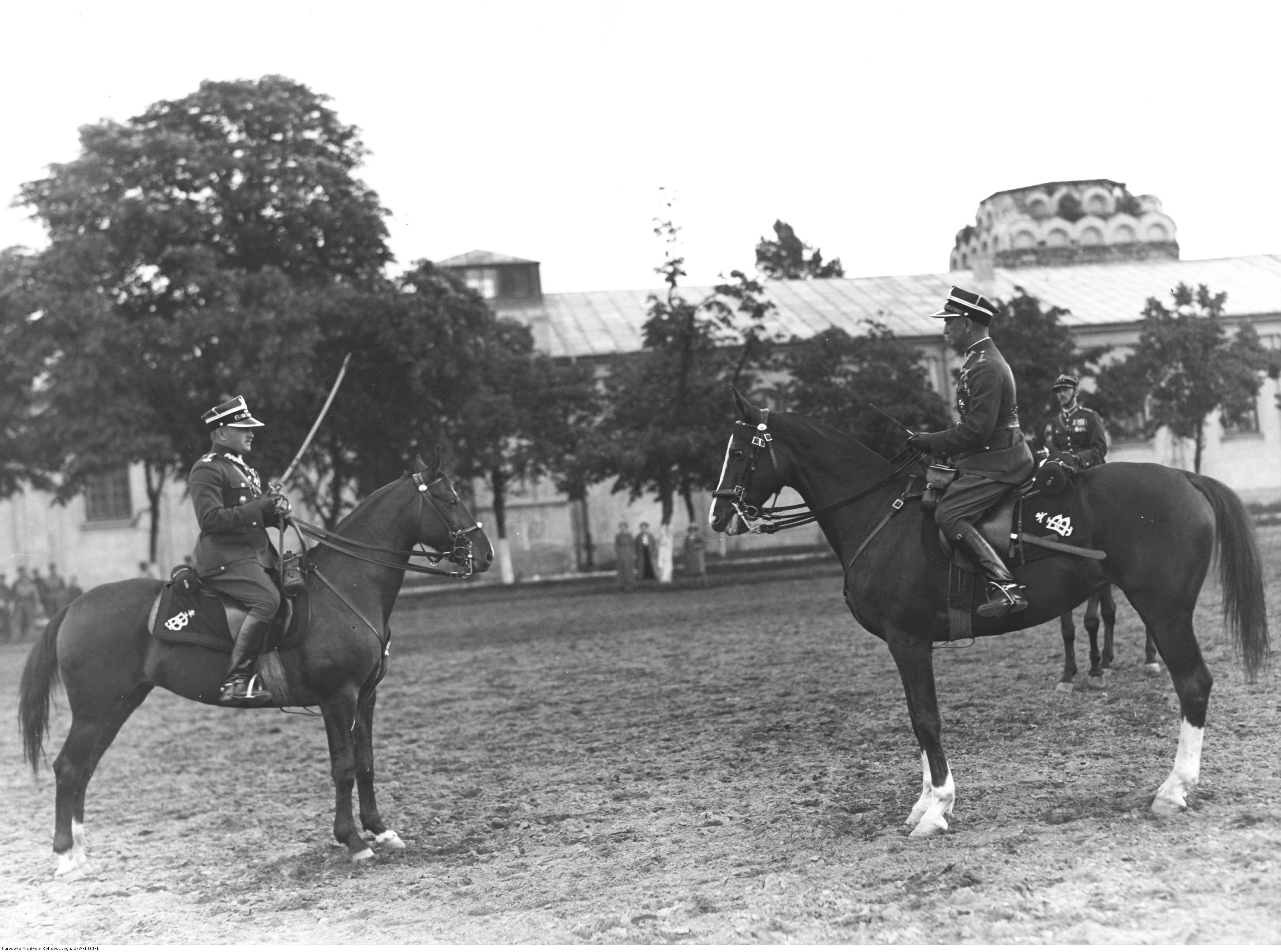
Przekazanie dowództwa 1 dak przez ppłk dypl. Stefana Brzeszczyńskiego ppłk dypl. Stefanowi Czerwińskiemu.

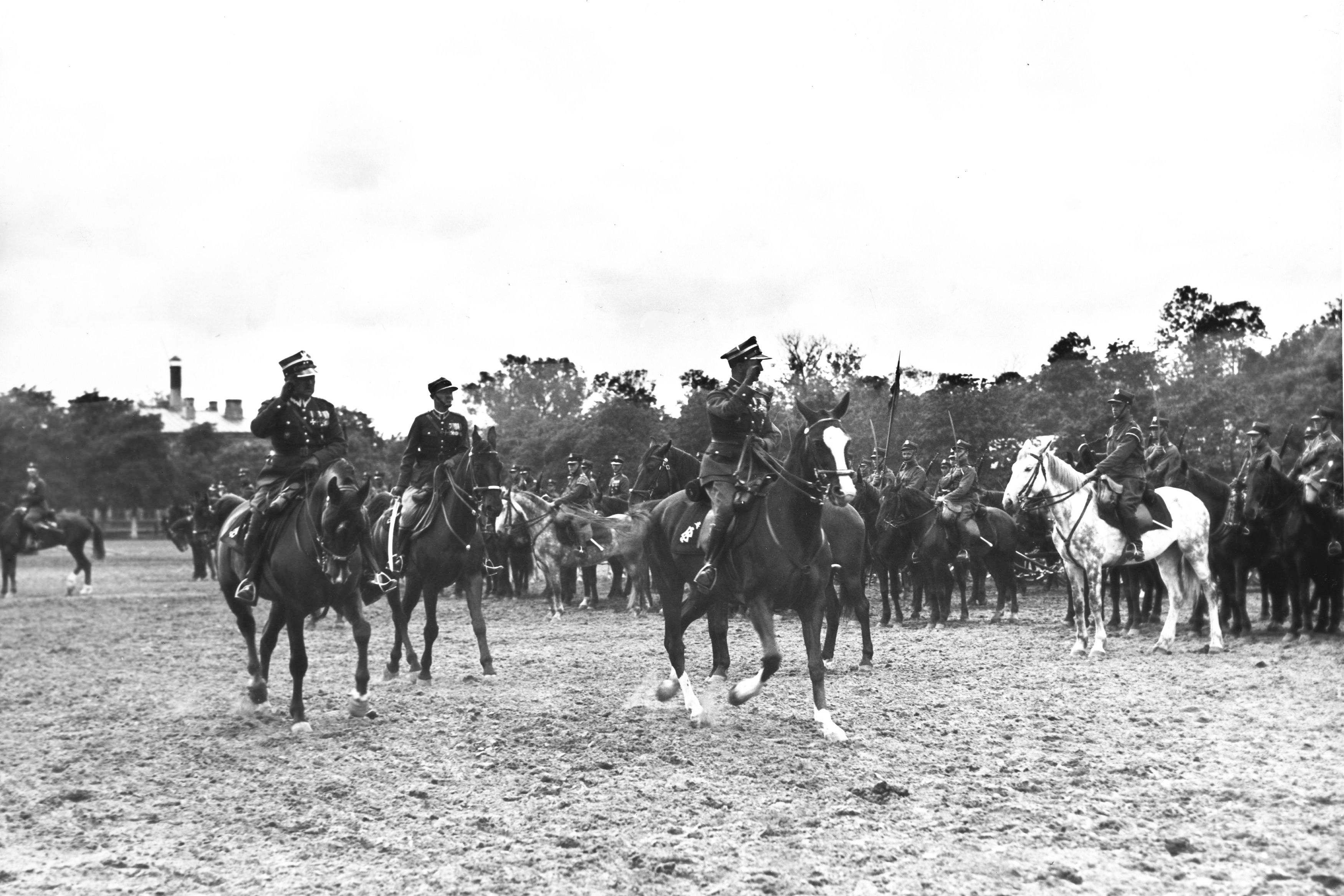
Przekazanie dowództwa 1 dak – nowo mianowany d-ca ppłk Stefan Czerwiński oraz ustępujący d-ca ppłk Stefan Brzeszczyński przejeżdżają przed frontem żołnierzy; 8 czerwca 1932.

Stefan Brzeszczyński (ur. 29 listopada 1893 we wsi Stójka, zm. 18 kwietnia 1982 w Londynie) – pułkownik dyplomowany artylerii Wojska Polskiego i Polskich Sił Zbrojnych, emigracyjny Minister Spraw Wojskowych w latach 1972–1980, mianowany przez prezydenta RP na uchodźstwie generałem brygady.

## Życiorys
Stefan Brzeszczyński urodził się 29 listopada 1893 we wsi Stójka. W czasie I wojny światowej był oficerem artylerii armii rosyjskiej. Od kwietnia 1917, po rewolucji lutowej, organizował Związek Wojskowych Polaków na froncie tureckim. Po demobilizacji na początku 1918 armii carskiej i w związku z tworzeniem Armii Czerwonej, wszedł do formowanych przez gen. Lucjana Żeligowskiego na Kubaniu formacji polskich. Był starszym oficerem baterii artylerii w 4 Dywizji Strzelców Polskich.
W kwietniu 1919 powrócił z dywizją do Polski. Pozostał nadal jako dowódca baterii artylerii w służbie gen. Żeligowskiego w 10 Dywizji Piechoty (przemianowanej z dawnej 4 Dywizji), a następnie w 1 Dywizji Litewsko-Białoruskiej, w składzie której uczestniczył w tzw. buncie Żeligowskiego, zajęciu Wileńszczyzny i utworzeniu Litwy Środkowej.
Od września 1921 był słuchaczem kursu w Toruniu i następnie w Szkole Sztabu Generalnego. 3 maja 1922 zweryfikowany został w stopniu kapitana ze starszeństwem z dniem 1 czerwca 1919 roku i 465. lokatą w korpusie oficerów artylerii, a jego oddziałem macierzystym był 19 pułk artylerii polowej. W okresie od sierpnia 1922 do sierpnia 1923 służył w komendzie Obozu Warownego „Wilno”. We wrześniu 1923 skierowany został na roczny Kurs Doszkolenia Wyższej Szkoły Wojennej w Warszawie. Z dniem 15 października 1924, po ukończeniu kursu i otrzymaniu dyplomu naukowego oficera Sztabu Generalnego, został przydzielony do Oddziału V Sztabu Generalnego. 1 grudnia 1924 został mianowany majorem ze starszeństwem z 15 sierpnia 1924 i 99. lokatą w korpusie oficerów artylerii. W 1928 był kwatermistrzem 1 dywizjonu artylerii konnej w Warszawie. 27 kwietnia 1929 roku został przeniesiony macierzyście do kadry oficerów artylerii z równoczesnym przeniesieniem służbowym do Generalnego Inspektoratu Sił Zbrojnych na stanowisko II oficera sztabu inspektora armii, generała dywizji Aleksandra Osińskiego. 6 lipca 1929 roku otrzymał przeniesienie do 1 dywizjonu artylerii konnej na stanowisko dowódcy dywizjonu. W czerwcu 1932 roku po raz drugi został przeniesiony do GISZ na stanowisko I oficera sztabu inspektora armii, generała dywizji Tadeusza Piskora. Zastąpił na tym stanowisku podpułkownika dyplomowanego Stefana Czerwińskiego, który objął dowództwo 1 dak. Od 24 kwietnia 1937 do 15 maja 1939 był dowódcą 24 pułku artylerii lekkiej w Jarosławiu. Na stopień pułkownika został mianowany ze starszeństwem z dniem 19 marca 1938 roku i 19. lokatą w korpusie oficerów artylerii.
W połowie marca 1939 roku został powołany do Sztabu Głównego w celu przygotowania do objęcia stanowiska attaché wojskowego w Ambasadzie RP w Moskwie. 4 maja wyjechał do Moskwy by objąć stanowisko attaché wojskowego. 17 maja powrócił do kraju celem przekazania dowództwa pułku. Na początku czerwca ponownie wyjechał do stolicy ZSRR by pełnić obowiązki attaché. Wieczorem 9 października wyjechał wraz z personelem ambasady koleją do Finlandii. Dwa dni później przybył do Helsinek. Następnie przez Sztokholm przybył do Francji. 
Mianowany dowódcą 1 Wileńskiego pułku artylerii lekkiej. Zorganizował ten oddział i na jego czele walczył w kampanii francuskiej 1940. W czerwcu dostał się do niewoli niemieckiej, w której przebywał prawie do końca wojny. W czerwcu 1945 mianowany szefem Sekcji Łącznikowej przy Armii Stanów Zjednoczonych we Francji. Funkcję tę pełnił do marca 1948. Po przybyciu do Wielkiej Brytanii i demobilizacji osiedlił się w Londynie.
Prezydent RP na Uchodźstwie August Zaleski mianował go na stopień generała brygady ze starszeństwem z 11 listopada 1964 roku. 18 lipca 1972 roku Prezydent RP na Uchodźstwie, Stanisław Ostrowski mianował go Ministrem Obrony Narodowej w rządzie Alfreda Urbańskiego. Urząd Ministra Obrony Narodowej sprawował również w drugim rządzie Alfreda Urbańskiego oraz pierwszym i drugim rządzie Kazimierza Sabbata. 9 kwietnia 1979 roku Prezydent RP na Uchodźstwie, Edward Raczyński zwolnił go urzędu Ministra Obrony Narodowej i powierzył mu pełnienie obowiązków do czasu wyłonienia nowego rządu. 20 czerwca 1979 roku Prezydent RP na Uchodźstwie mianował go Ministrem Spraw Wojskowych w trzecim rządzie Kazimierza Sabbata. 14 maja 1980 został zwolniony z urzędu Ministra Spraw Wojskowych.
Zmarł w Londynie 18 kwietnia 1982. Zwłoki spopielono. Został pochowany w Alei Zasłużonych na cmentarzu przy Narodowym Sanktuarium Matki Bożej Częstochowskiej w Doylestown.

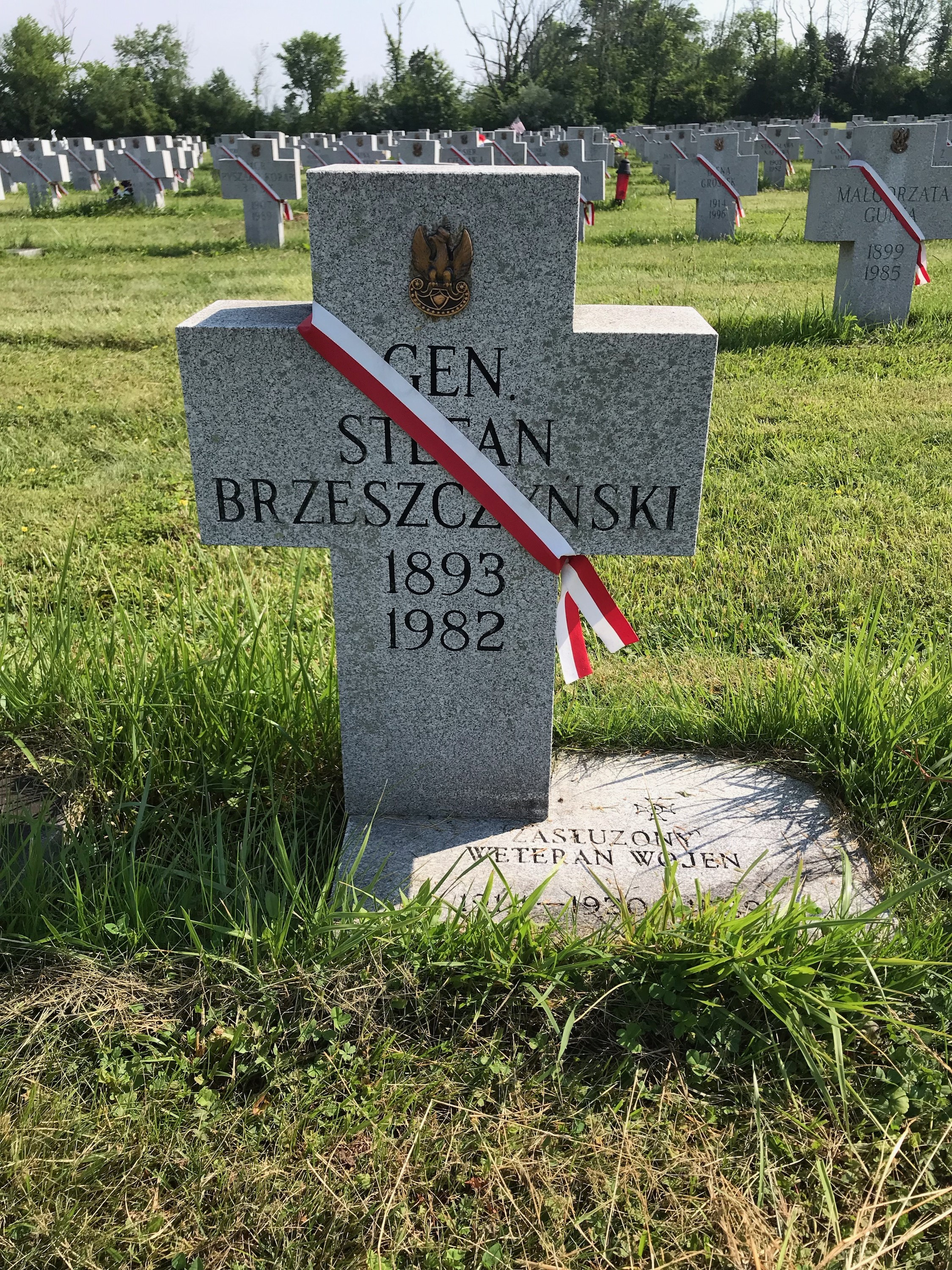
Grób Stefana Brzeszczyńskiego na cmentarzu w Doylestown

## Ordery i odznaczenia
- Krzyż Złoty Orderu Wojennego Virtuti Militari nr 22
- Krzyż Srebrny Orderu Wojskowego Virtuti Militari nr 6600
- Krzyż Komandorski z Gwiazdą Orderu Odrodzenia Polski (5 czerwca 1980)[16][17]
- Krzyż Niepodległości (15 kwietnia 1932)[18]
- Krzyż Oficerski Orderu Odrodzenia Polski (8 listopada 1930)[19]
- Krzyż Walecznych (trzykrotnie)[8]
- Srebrny Krzyż Zasługi (28 lutego 1925)[20]
- Krzyż Zasługi Wojsk Litwy Środkowej (3 marca 1926)[21]
- Odznaka za Rany i Kontuzje[22]
- Odznaka Pamiątkowa GISZ (12 maja 1936)
- Odznaka Sztabu Generalnego[22]

- Krzyż Komandorski z Gwiazdą Orderu Zasługi (Węgry, 1931)[23]
- Krzyż Oficerski Orderu Orła Białego (Jugosławia, 24 czerwca 1929)[24]
- Krzyż Oficerski Orderu Korony Rumunii (Rumunia, 23 maja 1929)[25]